# Klaus und Hanne Vack
Klaus Vack (* 17. Mai 1935 in Offenbach am Main; † 18. Mai 2019) und Hanne Vack (* 15. Mai 1940 als Hanne Wagner in Offenbach am Main) wurden als deutsche Aktivisten der Friedens- und Bürgerrechtsbewegungen nach dem Zweiten Weltkrieg bekannt. Sie gründeten das Komitee für Grundrechte und Demokratie mit.

## Leben
Klaus Vack ist in Offenbach-Tempelsee aufgewachsen und besuchte ab seinem sechsten Lebensjahr die Volksschule. Sein Vater nahm als Soldat am Zweiten Weltkrieg teil, und seine Mutter musste Klaus, seinen Bruder Horst (* 1929) und die Schwester Ursula (* 1938) alleine durch den Krieg bringen.
Klaus Vack erlebte als Kind die Luftangriffe auf Offenbach und wurde Ende 1943/Anfang 1944 von seiner Mutter vorsorglich zu Verwandten in das Dorf Kaltenwestheim geschickt. Dort erlebte er das Kriegsende – allerdings unter Umständen, die ihm noch Jahre danach Angstträume bescherten. In dem Dorf hatten sich am Ostersonntag 1945 deutsche Truppen verschanzt, die den auf das KZ Buchenwald vorrückenden amerikanischen Truppen so energischen Widerstand entgegensetzten, dass sich die Amerikaner zurückzogen. „Doch plötzlich um die Mittagszeit ertönte ohrenbetäubender Krach. Eine Staffel Jagdbomber donnerte über das Dorf. Einmal, zweimal, dreimal … Genau siebenmal. Sie schossen aus Bord-MGs, warfen Brandbomben mit Phosphor. Minuten später brannte das halbe Dorf. Es dauerte Jahre, bis es wieder aufgebaut war.“ Welch existenzielle Bedeutung diese Kriegserlebnisse für ihn hatten, beschrieb Klaus Vack 1984 im Rückblick auf damals 32 Jahre politisches Engagement so:

„Immer wieder haben mich in dieser Zeit die Erinnerungen eines Kriegskindes eingeholt. Obwohl mein politischer Weg bereits zehnmal länger ist als die drei Jahre, in denen ich von 1942 bis 1945 Krieg erfahren habe, sind diese doch tiefer in mir eingegraben, als die vielen schrecklichen Nachrichten, die gestern und heute immer erneut unser Entsetzen auslösen und uns zum Widerstand nötigen. […] Kriegskinder, die gelernt und nicht verdrängt haben, sollen besonders empfindsam sein für den Spruch: ‘Frieden ist erst, wenn den Kindern bei dem Wort Krieg nichts mehr einfällt.’“

Im Juli 1945 konnte Klaus Vack in das von Bombenabwürfen verschont gebliebene Tempelsee zurückkehren. Nach der an einer Handelsschule erworbenen Mittleren Reife absolvierte er eine kaufmännische Lehre und ergänzte diese durch eine Zusatzausbildung zum Bilanzbuchhalter. Er wird Mitglied der Gewerkschaft und tritt in die SPD ein, die er 1974 verlässt. 1953 legte er die Kaufmannsgehilfenprüfung ab, und nur ein Jahr später wurde er, damals noch nicht volljährig, zum Betriebsratsvorsitzenden gewählt.
Im Herbst 1951 trat Klaus Vack den Offenbacher Naturfreunden bei. Diesem Schritt vorausgegangen war eine bewusste Abkehr von der evangelischen Jugendarbeit, in die er über Religions- und Konfirmandenunterricht hineingewachsen war. Den Ausschlag gab der Streit mit seinem Pfarrer, der als CDU-Mitglied von der Kanzel herab für die Wiederaufrüstung der Bundesrepublik warb. Darüber kam es zum Bruch, der zugleich zu Vacks „Bruch mit kirchlich-christlicher Orientierung insgesamt“ führte.
Die Naturfreunde, von dem erwähnten Pfarrer wegen ihrer Gegnerschaft zur Wiederbewaffnung als Sag Nein!-Leute tituliert, boten Klaus Vack fortan den Rahmen, in dem er politisch bewusster und aktiver werden konnte und in dem Politik als etwas alle Lebensbereiche umfassendes verstanden wurde – ernst und spaßvoll zugleich.

„Jemand wie Klaus Vack wurde ‚politisch‘ sozialisiert in Südhessen, genauer: in Offenbach. Da war in den 50er Jahren die ›alte Linke‹ noch überall zu spüren, und der historische Bezug kriegsgegnerischer Politik mußte nicht erst über den Kopf gewonnen werden. […] Da gab es linke Loyalitäten, die quer lagen zu der Vergatterung der politischen Apparate, und es war kein Zufall, daß diejenigen Organisationen und Initiativen, die parteiunabhängig waren (wie die Naturfreunde, die Kriegsdienstgegner, die Ostermarschbewegung) gerade denen eine Heimat boten, die sich das Denken nicht von Parteivorständen abnehmen lassen wollten. Hier ist Klaus Vack beheimatet, und ich denke, daß dies ein Leben lang Vorhält.“

Was ebenfalls „ein Leben lang vorhielt“, war die Ehe von Klaus und Hanne Vack, die sich beide in der Jugendgruppe der Offenbacher Naturfreunde kennengelernt hatten.

„So sehr Klaus Vack der treibende politische Verstand und das sympathetische, das mitleidende, gerade darum zum Handeln pochende Herz war und ist, so wenig kann seine politische Lebensarbeit von Jugendtagen an ohne Hanne Vacks eigenständigen politischen Mit-Verstand und politisches Mit-Herz begriffen werden. Hanne und Klaus Vack führ(t)en nicht nur ein ungewöhnlich partnerschaftliches Leben, das den anderen, das die andere ins eigene Leben ganz hineinnahm und zugleich als eigenstandige Person akzeptierte. Klaus Vack wäre ohne die vielgeschickte und immer präsente Hanne Vack in seiner ungewöhnlichen politisch-persönlichen Sensibilitat trotz allem Urteilsboden geradezu bodenlos gewesen.“

Klaus Vack war fast zwanzig Jahre lang Kindergruppenleiter der Offenbacher Naturfreunde, einige Jahre auch Jugendgruppenleiter und wurde 1958 hessischer Landesjugendleiter der Naturfreundejugend Deutschlands. Es folgte sein Engagement auf der Bundesebene der Naturfreundejugend: „Die 7. Bundesjugendkonferenz der Naturfreundejugend wählte Klaus in die Bundesjugendleitung als Schriftleiter von ›wir sind jung‹.“ Sich bei den Naturfreunden zu organisieren, bedeutete sich politisch zu engagieren, und so wuchs Klaus Vack, wie weiter oben bereits angedeutet, schon früh in die politischen Auseinandersetzungen in der noch jungen Bundesrepublik hinein, wie er sich 2003 anlässlich seiner 587sten Teilnahme an einer Friedensdemonstration – der „ersten Großdemonstration, für die ich mich organisatorisch nicht in die Pflicht genommen habe“ – erinnerte:

„Meine erste Friedensdemonstration war am 1. September 1952, dem Antikriegstag, in meiner Heimatstadt Offenbach. Wir jungen Leute demonstrierten damals mit dem heißen Herzen des ‚Nie wieder Krieg!‘, das war für uns die Lehre aus dem Massenmorden des Zweiten Weltkriegs. Wir wollten die Remilitarisierung Deutschlands verhindern und waren fest überzeugt, wir würden dieses Ziel erreichen. Wir haben die Wiederaufrüstung nicht verhindert.
Aber immerhin führte unser ‚Sag Nein!‘-Protest in die konsequente Kriegsdienstverweigerung. Anfang der Sechziger haben jährlich etwa 3000 bis 5000 junge Menschen den Kriegsdienst verweigert. Im Jahr 2002 waren es 190.000. Ich lernte dabei eine wichtige Lebensphilosophie: ‚Wer Nein sagen kann, braucht weniger zu lügen.‘“

In Algerien kämpfte in den 1950er und frühen 1960er Jahren die Front de Libération Nationale (FLN) gegen die Kolonialmacht Frankreich für die Unabhängigkeit des Landes. „Die hessische Naturfreundejugend befaßt sich intensiv mit den Problemen des Algerienkrieges, der Lage der Flüchtlinge, der Rolle der Fremdenlegion und den Rebellen, wie die algerischen Freiheitskämpfer in der Presse genannt werden.“ Klaus Vack organisierte im Sommer 1960 in Frankfurt eine Pressekonferenz mit dem in Wiesbaden geborenen Winfried Müller, alias Si Mustapha-Müller, der für die FLN das Rückführungsprogramm für desertierte Fremdenlegionäre organisierte.
Während die hessische Naturfreundejugend eine konspirative Briefaktion startete, durch die in der Fremdenlegion kämpfende Deutsche zur Desertation und zur Rückkehr nach Deutschland animiert werden sollten, besuchte schließlich – wie sich Fritz Amann, einer der Mitreisenden, erinnert –, „eine dreiköpfige Delegation: Klaus Vack, Horst Goßfelder und ich […] das Krisengebiet von marokkanischer Seite aus. Si Mustafa, der Leiter des Rückführungsdienstes für desertierte Legionäre, organisierte und betreute die Studienfahrt.“ Alle drei waren in der hessischen Naturfreundejugend aktiv; Klaus Vack wurde in Frankreich „in Abwesenheit zu zwanzig Jahren Festungshaft verurteilt, jedoch im Jahr 1967 amnestiert“

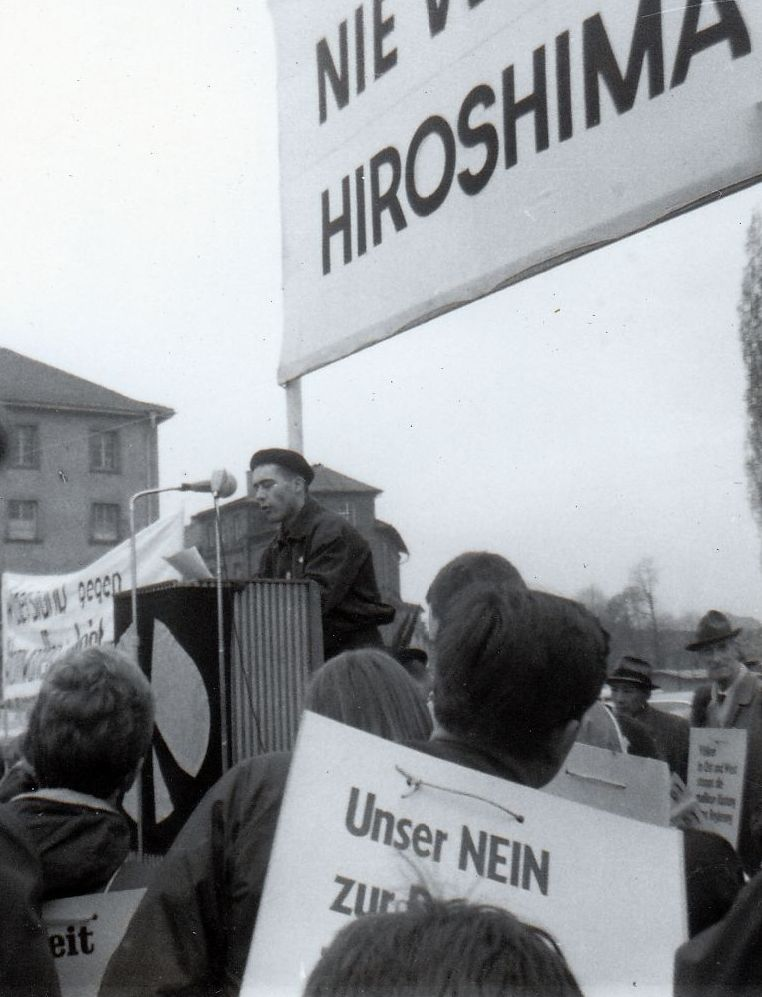
Klaus Vack als Redner bei einem der ersten hessischen Ostermärsche in den frühen 1960er Jahren

1959 hatte Klaus Vack aus Anlass eines Landesjugendtreffens der hessischen Naturfreundejugend noch unter dem Motto Kampf dem Atomtod einen Protestmarsch von Hanau-Steinheim nach Offenbach am Main mitorganisiert. Dieser Marsch war der früheste Vorläufer der späteren Ostermärsche. Als Sekretär des Verbandes der Kriegsdienstverweigerer (VK) trug er dann von 1961 an erheblich zum Erfolg der (west-)deutschen Ostermarschbewegung bei, der späteren Kampagne für Demokratie und Abrüstung. Wie schon 1959, so gehörte er auch 1961 zu den Organisatoren des ersten hessischen Ostermarsches, der von Miltenberg nach Frankfurt führte, und er war zusammen mit Konrad Tempel, Andreas Buro und anderen einer der Organisatoren der ersten Stunde der Ostermarschbewegung auf Bundesebene. Im Januar 1965 wurde er – als Nachfolger des bislang ehrenamtlich als Geschäftsführer tätigen Andreas Buro – vom Zentralen Ausschuss, dem zentralen Führungsgremium, zum hauptamtlichen Geschäftsführer gewählt. Klaus und Hanne Vack betrieben das Büro der Ostermarschbewegung in Offenbach in einer Bürogemeinschaft mit der Geschäftsstelle der hessischen Naturfreundejugend, die ihrerseits eine wichtige Stütze der Ostermarschbewegung war.
Im Februar 1965 reisten Klaus und Hanne Vack nach Berlin und besuchten dort im Westteil der Stadt Wolfgang Neuss und im Osten Wolf Biermann. Es gelang ihnen, vom Kulturministerium der DDR die Erlaubnis für eine Teilnahme Biermanns an einer Ostermarschveranstaltung an Ostern 1965 zu erhalten. Am 19. April 1965, dem Ostermontag, fand abends im Frankfurter Zoo-Gesellschaftshaus der gemeinsame Auftritt von Biermann und Neuss statt, der auf der Langspielplatte mit dem Titel Wolf Biermann (Ost) zu Gast bei Wolfgang Neuss (West) festgehalten wurde.
Ebenfalls 1965 nahm die Kampagne für Abrüstung auch den Kampf gegen die Notstandsgesetze in ihr Programm auf, und der Kampf gegen den Vietnamkrieg rückt mehr und mehr in das Zentrum der politischen Aktivitäten. Für Klaus Vack führte das zu intensiven Kontakten zur studentischen Protestbewegung, vor allem zum Sozialistischen Deutschen Studentenbund (SDS). „In dieser Zeit werde ich – neben Fritz Lamm der einzige Nichtintellektuelle in diesem illustren Kreis – in die Herausgebergruppe der SDS-Theoriezeitschrift ‚Neue Kritik‘ aufgenommen.“ Gleichzeitig führte das Erstarken der Außerparlamentarischen Opposition (APO) auch zu einem schleichenden Bedeutungsverlust der Ostermarschbewegung, was ab 1968 zu verstärktem Nachdenken über deren politische Zukunft führte. Klaus Vack positionierte sich gegen die Idee der Schaffung einer neuen Sozialistischen Partei und beteiligte sich im Dezember 1968 an der Initiative zur Schaffung einer unabhängigen sozialistischen Bewegung in der Bundesrepublik, was schließlich zu seiner Trennung von der Kampagne für Demokratie und Abrüstung führte.
In einer im Juli 1970 veröffentlichten Erklärung, unterzeichnet von Andreas Buro, Christel Beilmann, Heiner Halberstadt, Arno Klönne und Klaus Vack, erklären die fünf Gründungsmitglieder der Kampagne für Demokratie und Abrüstung ihren bereits 1969 erfolgten Austritt aus der Organisation. Sie erachten sie „in der heutigen Situation strukturell überholt“ und monieren die inzwischen nicht mehr gegebene Breite an politischen Richtungen. Vor allem aber unterstellen sie den der DKP nahestehenden Kreisen bei ihrem Festhalten an den gegebenen Strukturen eine „Anhänglichkeit an die Kampagne“, die mehr durch parteipolitische Disziplin als durch echte Erwartungen bestimmt‟ sei. Demgegenüber setzen sie auf „die Möglichkeit, in neuen Formen zu einer Kooperation der radikaldemokratischen und linken Gruppierungen zu kommen“.
Um „neuen Formen der politischen Zusammenarbeit Raum zu schaffen“, hatte Klaus Vack zusammen mit Andreas Buro und anderen bereits 1969 in Offenbach am Main das „Sozialistische Büro“ („SB“) gegründet, ein Informations- und Organisationszentrum für Gruppierungen linker und undogmatischer Sozialisten, das die monatlich erscheinende Zeitschrift „links“ herausgab. „Das Sozialistische Büro befand sich von 1969 bis 1997 in Offenbach, hatte drei Räume, Aktenordner, Karteikästen, eine Adrema, Telefon, Schreibmaschinen, Fax, Kopierer und einen legendären Rotaprint-Drucker. Und es hatte mit Klaus Vack einen politisch und organisatorisch versierten Sekretär – und mit seiner Frau Hanne die perfekte Büroleiterin. Wenn es nötig war, konnten sie auf viele freiwillige Helferinnen und Helfer zurückgreifen, vor allem aus dem Kreis der Offenbacher Naturfreunde.“
Das SB war in den 1970er und 1980er Jahren – neben der Erledigung von viel basisdemokratisch organisierter politischer Alltagsarbeit – auch an politischen Großveranstaltungen maßgeblich beteiligt oder hatte diese selbst organisiert, so zum Beispiel den Angela-Davis-Solidaritätskongress 1972 in Frankfurt, den Frankfurter Pfingstkongress 1976, das Internationale Russell-Tribunal 1978–1979, den Frankfurter Großen Ratschlag von 1980 oder die ebenfalls 1980 veranstaltete Hamburger Zukunftswerkstatt. Gleichwohl gab es auch interne politische Spannungen und Auseinandersetzungen, die zu einschneidenden Veränderungen führten.
Die frühen 1980er Jahre waren aber auch die Zeit der Neuen Friedensbewegung und ihrem Kampf gegen den NATO-Doppelbeschluss. Klaus und Hanne Vack haben in dieser „‘neuen’ Friedensbewegung der 80er Jahre gegen die Stationierung von Mittelstreckenraketen (Pershing 2) an den großen Demonstrationen in Bonn und 1983 an der Menschenkette von der US-Kommandozentrale Eucom in Stuttgart bis zum Raketenstationierungsgelände in Neu Ulm und vor allem an hunderten Aktionen des zivilen Ungehorsams in Mutlangen mitgewirkt.“

Der bei diesen Auseinandersetzungen praktizierte Zivile Ungehorsam in Form von Menschenketten und Sitzblockaden zog massenweise Strafbefehle nach sich, unter anderem auch gegen Klaus Vack.

„Ich persönlich erhielt Dutzende Strafbefehle und wurde für 19 ‚rechtskräftige Nötigungen‘ abgestraft. Das machte 19 mal 20 Tagessätze mal 50 D-Mark. Nach einem Beschluss des Bundesverfassungsgerichts vom 10. Januar 1995 wurden alle Verurteilungen als rechtswidrig eingestuft. So erhielt ich die bezahlten Strafgelder von etwa 20.000 D-Mark zurück. Ich spendete alles an die inzwischen von mir geleitete Hilfsaktion ‚Ferien vom Krieg‘ im ehemaligen Jugoslawien.“

In den 1990er Jahren engagierte sich Klaus Vack gegen den Krieg im ehemaligen Jugoslawien und beteiligte sich Ende September/Anfang Oktober 1991 an der Friedenskarawane, die von Triest aus durch Slowenien, Kroatien, Vojvodina, Serbien und Bosnien-Herzegowina zog. Die daraus resultierenden Erfahrungen hat er zusammen mit Andreas Buro in einem Artikel in der taz veröffentlicht. Daraus folgten aber auch konkrete Aktionen: Hanne und Klaus Vacks Einsatz für humanitäre, friedenspolitische und menschenrechtliche Hilfe im ehemaligen Jugoslawien und später in den Nachfolgerepubliken. Michael Schmid schrieb darüber 2005:

„Seit Beginn des Krieges im ehemaligen Jugoslawien haben Hanne und Klaus Vack, unterstützt durch Freundinnen und Freunde sowie weitere Mitglieder des Komitees für Grundrechte und Demokratie, bis 1998 auf insgesamt 97 Reisen in umkämpfte und zerstörte Gebiete für ca. 13,9 Millionen DM humanitäre und friedenspolitische Hilfe geleistet. Diese gewaltige Summe wurde ausschließlich von privaten Spenderinnen und Spendern gesammelt. Die Hilfe ging anfangs unter dem Titel ‚Helfen statt Schießen‘ überwiegend an Flüchtlinge in den verschiedensten Lagern in allen jugoslawischen Nachfolgerepubliken. Kriegs- und Flüchtlingskinder wurden bei diesen Hilfsaktionen besonders bedacht. Es entwickelte sich eine enge Zusammenarbeit mit vielen Friedensgruppen in verschiedenen Teilen Ex-Jugoslawiens. Angesichts der erbärmlichen Lebensumstände bildete aber die humanitäre Unterstützung den Schwerpunkt bei fast allen Reisen. Begleitend zu den Hilfslieferungen wurden dann 1994 erstmals Ferienfreizeiten für Waisen- und Flüchtlingskinder durchgeführt. Seit Beginn der Aktion hat das Komitee in den vergangenen elf Jahren über 17.000 Kinder und Jugendliche jeweils für zwei Wochen zu ‚Ferien vom Krieg‘ einladen können. Diese Aktion wird bis heute fortgeführt, auch wenn Hanne und Klaus in den vergangenen Jahren nicht mehr selber mit dabei waren.“

2005 bestand das Komitee für Grundrechte und Demokratie 25 Jahre. Wolf-Dieter Narr und Roland Roth schrieben aus diesem Anlass:

„Was wäre Klaus Vack, das radikal-demokratische, darin aufgehoben das sozialistische, das pazifistische, das politische Phantasie- und Organisationsgenie, was wäre Hanne Vack, die diesen ungewöhnlichen Beruf ermöglichte und mitgestaltete, ohne ihr jahrzehntelanges Engagement für eine eigensinnige Politik mitten in und gegen die herrschende Unpolitik – so Politik inmitten all der gewaltfrei auszutragenden Konflikte im gemeinsamen Handeln radikal gleicher und freier Menschen ihren täglich konkret zu erprobenden Kern hat. Rotfädig zieht sich ihr widerständig gestaltendes Tun durch die Jahre bei den Naturfreunden, den Kriegsdienstverweigerern, den Ostermärschen, den Notstandgegnern, dem Sozialistischen Büro und zu guter letzt, anhebend 1980, dem Komitee für Grundrechte und Demokratie, um nur die wichtigsten politischen Orte zu nennen.“

Hanne und Klaus Vack waren zu diesem Zeitpunkt nur noch einfache Mitglieder des Komitees, nicht mehr „dessen Büro“, das mittlerweile nach Köln verlegt worden war. Doch Narr und Roth verdeutlichen noch einmal die Vacksche Prägung, die die Arbeit des Komitees begleitet hat:

„Obgleich das Komitee als kleine Organisation sich von seiner Gründungsgeneration gelöst hat und lösen musste […], bleiben die bald zwanzig Jahre währenden Gründungs- und Gestaltungsimpulse Vackscher Prägekraft und -kunst das, was das Komitee zum Komitee macht. Sein materialistischer Begriff der Menschenrechte, der das Quartett aus Freiheit und Gleichheit, aus Integrität und Geschwisterlichkeit mit darin aufgehobener, anarchistisch geerbter gegenseitiger Hilfe, ein Quartett, das immer in gleicher Weise für die anders Denkenden und anders Lebenden gilt, erst mit dem nötigen sozialen Fundament versieht. Darin gründet die argusäugige Wachsamkeit, Normen immer zusammen mit ihren Formen und Mitteln zu sehen, sie hin- und herwendend zu erhalten und neu zu bestimmen.“

Klaus Vack starb im Mai 2019, einen Tag nach seinem 84. Geburtstag.

## Ehrungen
- 1992 erhielten Hanne und Klaus Vack den Adolf-Arndt-Preis.[32]
- 1996 verlieh ihnen die Humanistische Union den von ihr gestifteten Fritz-Bauer-Preis. In der Begründung hieß es:

„Seit den 50er Jahren sind beide politisch aktiv, überwiegend in Gruppen, Initiativen und Bewegungen der ‚außerparlamentarischen Opposition‘. […] Die unermüdliche Arbeit von Klaus und Hanne Vack hat die Geschichte dieser Republik mitgeprägt. […] Hanne und Klaus Vack gehörten zu den ersten, die erkannt haben, daß Politik viel zu wichtig ist, um sie Kanzlern und Kabinetten zu überlassen. Die Friedensbewegung der 70er und 80er Jahre markiert eine Zäsur in der Nachkriegsgeschichte. Erstmals organisierten sich Hunderttausende zu Protestmärschen und Friedensaktionen, die breite Schichten der Bevölkerung erreichten und zu einem tiefgreifenden politischen Bewußtseinswandel in der Gesellschaft führten.
Klaus und Hanne Vack haben diese Entwicklung maßgeblich angestoßen und mit ihrem unnachahmlichen Organisationstalent begleitet.“

## Veröffentlichungen (Auswahl)
- Erinnerungen im Selbstgespräch, in: Hellmut Lessing (Hg.): Kriegskinder, extrabuch Verlag, Frankfurt 1984, ISBN 3-88704-115-1, S. 111–122.
- Hanne Vack, Klaus Vack (Hrsg.): Mutlangen – unser Mut wird langen! Vor d. Richtern in Schwäbisch Gmünd. 11 Verteidigungsreden wg. „Nötigung“. Komitee für Grundrechte und Demokratie, Sensbachtal 1986, ISBN 978-3-88906-025-9.
- Für Freundinnen und Freunde – ’89er Splitter – Betrifft: Ziviler Ungehorsam. 1989.
- Gemeinsam gegen den Krieg. Erkenntnisse der Europäischen Friedenskarawane durch Jugoslawien, in: Die Tageszeitung, 9. Oktober 1991 (zusammen mit Andreas Buro).
- Hanne Vack: Warum ich gewaltfrei blockierte. In: Wolf-Dieter Narr (Hrsg.): Ziviler Ungehorsam. Komitee für Grundrechte und Demokratie, 1992, S. 329–338.

Klaus Vack: Die Algerien-Solidarität der Naturfreunde-Jugend, in: Wulf Erdmann/Jochen Zimmer (Hg.): Hundert Jahre Kampf um die freie Natur – Geschichte der Naturfreunde, Essen 1991, S. 104–114.
- Hanne Vack, Klaus Vack (Hrsg.): Politische und soziale Lernprozesse. Möglichkeiten, Chancen, Probleme. Komitee für Grundrechte und Demokratie, Beerfelden 1993.
- Friedenspolitik mitten im Krieg. 1996, Hrsg. Komitee für Grundrechte und Demokratie.
- Wolf-Dieter Narr, Hanne Vack, Klaus Vack: Rosa Luxemburg. In: Luise Schottroff, Johannes Thiele (Hrsg.): Gotteslehrerinnen. Kreuz-Verlag, Stuttgart 1998, ISBN 3-7831-0992-2, S. 139–154.
- Fange nie an aufzuhören! Höre nie auf anzufangen!, 17. Februar 2003.
- Vor dem Krieg, im Krieg, nach dem Krieg., 2003 (PDF incl. biografische Angaben zum Autor).
- Das andere Deutschland nach 1945 – als Pazifist, Sozialist und radikaler Demokrat in der Bundesrepublik Deutschland – Klaus Vack. Politisch-biographische Skizzen und Beiträge, herausgegeben vom Komitee für Grundrechte und Demokratie, Köln 2005, ISBN 3-88906-116-8.
- mit Lothar Menne: Am Beispiel Angela Davis, Offenchbach 1971